# Ženski Nogometni Klub SFK 2000
Lo Ženski Sarajevo Fudbal Klub 2000 è una squadra bosniaca di calcio femminile con sede a Sarajevo. È associata alla squadra di calcio maschile FK Sarajevo.

## Storia
La squadra, fondata nel giugno 2000, milita nella Premijer ženska liga BiH, la massima serie del campionato di calcio femminile di Bosnia ed Erzegovina. Ha vinto ininterrottamente il campionato nazionale dalla stagione 2002-2003 alla stagione 2015-2016; di conseguenza ha rappresentato il proprio paese in molteplici edizioni della Champions League. Ha conquistato numerose volte anche la Coppa della Bosnia-Erzegovina.
Il 4 luglio 2015 l'SFK 2000 ha siglato un accordo di cooperazione con la squadra di calcio maschile FK Sarajevo, assumendone anche logo e colori sociali.

## Palmarès
- Campionato bosniaco femminile: 23

2002-2003, 2003-2004, 2004-2005, 2005-2006, 2006-2007, 2007-2008, 2008-2009, 2009-2010, 2010-2011, 2011-2012, 2012-2013, 2013-2014, 2014-2015, 2015-2016, 2016-2017, 2017-2018, 2018-2019, 2019-2020, 2020-2021, 2021-2022, 2022-2023, 2023-2024, 2024-2025
- Coppa di Bosnia ed Erzegovina femminile: 19

(? prima Coppa stagione sconosciuta), 2003-2004, 2005-2006, 2006-2007, 2007-2008, 2008-2009, 2009-2010, 2010-2011, 2011-2012, 2012-2013, 2013-2014, 2014-2015, 2015-2016, 2018-2019, 2020-2021, 2021-2022, 2022-2023, 2023-2024, 2024-2025
- Supercoppa bosniaca femminile: 3

1998, 2000, 2001

## Statistiche

### Risultati nelle competizioni UEFA
| Stagione | Competizione     | Fase                       | Avversario           | Risultato | Risultato | Risultato |
| Stagione | Competizione     | Fase                       | Avversario           | andata    | ritorno   | aggregato |
| -------- | ---------------- | -------------------------- | -------------------- | --------- | --------- | --------- |
| 2003-04  | UEFA Women's Cup | fase a gironi, primo turno | Osijek               | 0-3       | 0-3       | 0-3       |
| 2003-04  | UEFA Women's Cup | fase a gironi, primo turno | Cardiff City Ladies  | 2-1       | 2-1       | 2-1       |
| 2003-04  | UEFA Women's Cup | fase a gironi, primo turno | Temir Zholy          | 2-3       | 2-3       | 2-3       |
| 2004-05  | UEFA Women's Cup | fase a gironi, primo turno | LUwin.ch             | 0-4       | 0-4       | 0-4       |
| 2004-05  | UEFA Women's Cup | fase a gironi, primo turno | Aegina               | 0-2       | 0-2       | 0-2       |
| 2004-05  | UEFA Women's Cup | fase a gironi, primo turno | PAOK Ledra           | 5-0       | 5-0       | 5-0       |
| 2005-06  | UEFA Women's Cup | fase a gironi, primo turno | Lada Togliatti       | 0-3       | 0-3       | 0-3       |
| 2005-06  | UEFA Women's Cup | fase a gironi, primo turno | Krka Novo Mesto      | 1-0       | 1-0       | 1-0       |
| 2005-06  | UEFA Women's Cup | fase a gironi, primo turno | PVFA Bratislava      | 1–0       | 1–0       | 1–0       |
| 2006-07  | UEFA Women's Cup | fase a gironi, primo turno | Fiammamonza          | 0-1       | 0-1       | 0-1       |
| 2006-07  | UEFA Women's Cup | fase a gironi, primo turno | Gintra Universitetas | 1-1       | 1-1       | 1-1       |
| 2006-07  | UEFA Women's Cup | fase a gironi, primo turno | Universitet Vitebsk  | 1–0       | 1–0       | 1–0       |
| 2007-08  | UEFA Women's Cup | fase a gironi, primo turno | Skiponjat            | 2-1       | 2-1       | 2-1       |
| 2007-08  | UEFA Women's Cup | fase a gironi, primo turno | Slovan Duslo Sala    | 2-0       | 2-0       | 2-0       |
| 2007-08  | UEFA Women's Cup | fase a gironi, primo turno | Olympique Lione      | 0-7       | 0-7       | 0-7       |
| 2008-09  | UEFA Women's Cup | fase a gironi, primo turno | Galway United        | 0-0       | 0-0       | 0-0       |
| 2008-09  | UEFA Women's Cup | fase a gironi, primo turno | Zurigo               | 2-3       | 2-3       | 2-3       |
| 2008-09  | UEFA Women's Cup | fase a gironi, primo turno | Universitet Vitebsk  | 1-2       | 1-2       | 1-2       |
| 2009-10  | Champions League | sedicesimi di finale       | Zvezda Perm'         | 0-3       | 0-5       | 0-8       |
| 2010-11  | Champions League | gironi di qualificazione   | Apollon Lemesou      | 1-6       | 1-6       | 1-6       |
| 2010-11  | Champions League | gironi di qualificazione   | ASA Tel Aviv         | 1–3       | 1–3       | 1–3       |
| 2010-11  | Champions League | gironi di qualificazione   | Umeå IK              | 0-1       | 0-1       | 0-1       |
| 2011-12  | Champions League | gironi di qualificazione   | Olimpia Cluj         | 1-3       | 1-3       | 1-3       |
| 2011-12  | Champions League | gironi di qualificazione   | Ataşehir Belediyesi  | 4-1       | 4-1       | 4-1       |
| 2011-12  | Champions League | gironi di qualificazione   | Gintra Universitetas | 2-1       | 2-1       | 2-1       |
| 2012-13  | Champions League | gironi di qualificazione   | Peamount United      | 4-0       | 4-0       | 4-0       |
| 2012-13  | Champions League | gironi di qualificazione   | Cardiff Metropolitan | 1-0       | 1-0       | 1-0       |
| 2012-13  | Champions League | gironi di qualificazione   | ASA Tel Aviv         | 1-1       | 1-1       | 1-1       |
| 2012-13  | Champions League | sedicesimi di finale       | Sparta Praga         | 0-3       | 0-3       | 0-6       |
| 2013-14  | Champions League | gironi di qualificazione   | Cardiff City         | 3-0       | 3-0       | 3-0       |
| 2013-14  | Champions League | gironi di qualificazione   | Konak                | 1-2       | 1-2       | 1-2       |
| 2013-14  | Champions League | gironi di qualificazione   | NSA Sofia            | 3-2       | 3-2       | 3-2       |
| 2014-15  | Champions League | gironi di qualificazione   | Medyk Konin          | 0-3       | 0-3       | 0-3       |
| 2014-15  | Champions League | gironi di qualificazione   | Kočani               | 7-0       | 7-0       | 7-0       |
| 2014-15  | Champions League | gironi di qualificazione   | Åland United         | 1-0       | 1-0       | 1-0       |
| 2015-16  | Champions League | gironi di qualificazione   | Vllaznia             | 5-0       | 5-0       | 5-0       |
| 2015-16  | Champions League | gironi di qualificazione   | Minsk                | 0-3       | 0-3       | 0-3       |
| 2015-16  | Champions League | gironi di qualificazione   | Konak                | 3-1       | 3-1       | 3-1       |
| 2016-17  | Champions League | gironi di qualificazione   | Ramat HaSharon       | 1-0       | 1-0       | 1-0       |
| 2016-17  | Champions League | gironi di qualificazione   | Rīgas FS             | 3-0       | 3-0       | 3-0       |
| 2016-17  | Champions League | gironi di qualificazione   | Žytlobud-1 Charkiv   | 2-2       | 2-2       | 2-2       |
| 2016-17  | Champions League | sedicesimi di finale       | Rossijanka           | 0-0       | 1-2       | 1-2       |
| 2017-18  | Champions League | gironi di qualificazione   | Vllaznia             | 0-1       | 0-1       | 0-1       |
| 2017-18  | Champions League | gironi di qualificazione   | Bettembourg          | 3-0       | 3-0       | 3-0       |
| 2017-18  | Champions League | gironi di qualificazione   | PAOK Salonicco       | 0-3       | 0-3       | 0-3       |

## Organico

### Rosa 2017-2018
Rosa e numeri come da sito UEFA.
| N. |                                 | Ruolo | Calciatrice       |
| -- | ------------------------------- | ----- | ----------------- |
| 2  | Bosnia ed Erzegovina (bandiera) | D     | Alma Jašarević    |
| 3  | Bosnia ed Erzegovina (bandiera) | C     | Ines Ružić        |
| 5  | Bosnia ed Erzegovina (bandiera) | D     | Donata Kelmendi   |
| 6  | Bosnia ed Erzegovina (bandiera) | C     | Zerina Piskić     |
| 7  | Montenegro (bandiera)           | C     | Jasna Djoković    |
| 8  | Bosnia ed Erzegovina (bandiera) | D     | Amira Spahić      |
| 10 | Bosnia ed Erzegovina (bandiera) | C     | Alisa Spahić      |
| 11 | Bosnia ed Erzegovina (bandiera) | C     | Selma Kapetanović |
| 12 | Bosnia ed Erzegovina (bandiera) | P     | Almina Hodžić     |
| 13 | Bosnia ed Erzegovina (bandiera) | A     | Aida Džemidžić    |
| 14 | Bosnia ed Erzegovina (bandiera) | A     | Merjema Medić     |
| 15 | Bosnia ed Erzegovina (bandiera) | D     | Nafija Rahmanović |

| N. |                                 | Ruolo | Calciatrice       |
| -- | ------------------------------- | ----- | ----------------- |
| 16 | Bosnia ed Erzegovina (bandiera) | D     | Azra Numanović    |
| 17 | Bosnia ed Erzegovina (bandiera) | D     | Amela Kršo        |
| 18 | Bosnia ed Erzegovina (bandiera) | A     | Mia Kuljanin      |
| 19 | Bosnia ed Erzegovina (bandiera) | A     | Dajana Spasojević |
| 20 | Bosnia ed Erzegovina (bandiera) | D     | Ena Marevac       |
| 21 | Bosnia ed Erzegovina (bandiera) | P     | Iman Šljivo       |
| 22 | Bosnia ed Erzegovina (bandiera) | D     | Adelisa Hromo     |
| 23 | Bosnia ed Erzegovina (bandiera) | C     | Aida Hadžić       |
| 24 | Bosnia ed Erzegovina (bandiera) | D     | Šejla Selimović   |
| 26 | Bosnia ed Erzegovina (bandiera) | C     | Minela Džaferović |
| 27 | Bosnia ed Erzegovina (bandiera) | A     | Sarah Spahić      |
| 30 | Bosnia ed Erzegovina (bandiera) | P     | Arnela Šabanović  |